# يوم ملقاك(مسلسل)
يوم ملقاك مسلسل من الدراما المغربية الرومانسية التلفزيونية تُعرض على منصة شاهد. نفذ الإنتاج بتنسيق مع م ب س5. .من تأليف بشرى ملاك وإخراج مصطفى أشاور.تدور أحداثه حول الشقيقتين إيلي وكلثوم .

## موضوع المسلسل
مسلسل "يوم ملقاك" يحكي قصة الشقيقتين إيلي وكلثوم، حيث تحاول إيلي إنقاذ أختها من زواج قسري، لكن رحلتهما تقودهما إلى عالم قاسٍ مليء بالتحديات في شوارع لا ترحم . تتقاطع قصتهما مع شخصيات مثل سليمان وتورية، وتتشابك العلاقات بين الحب، الفقد، والمواجهة. مع تطور الأحداث، تنكشف أسرار الماضي وتتصاعد التوترات، وصولًا إلى نهاية تجمع بين الفراق واللقاء.

## أبطال المسلسل[5]
دنيا بوتازوت،محمد خيي،صباح بنشويخ ،حمزة الفضلي، فاطمة الزهراء لحرش،سهيل الشديني ،أنس كماني ،مراد حميمو،السعدية لديب، حليمة بحراوي ،أسماء قرطبي،لبنى شكلاط ،فتيحة فخفاخي.

## شخصيات المسلسل
- إيلي: البطلة التي تحاول إنقاذ أختها من زواج قسري، وتدخل في صراع مع الماضي والمجتمع.
- كلثوم: الأخت الصغرى، ضحية الضغوط العائلية، وترافق إيلي في رحلة الهروب.
- سليمان: شخصية غامضة تتقاطع مع مسار الشقيقتين، وتلعب دورًا محوريًا في تطور الأحداث.
- تورية: امرأة قوية تواجه تحدياتها الخاصة، وتؤثر في مصير الشخصيات الأخرى.
- الضابط كريم: يمثل القانون، لكنه يجد نفسه ممزقًا بين الواجب والتعاطف.
- فريدة: شخصية ثانوية لكنها تحمل رمزية اجتماعية، تمثل صوت الضمير أو الحكمة.

## القضايا التي يعالجها المسلسل[6]
يعالج مجموعة من القضايا الاجتماعية والإنسانية التي تعكس واقعًا معيشًا في المغرب، ومن أبرز المواضيع التي تناولها:
- الزواج القسري وزواج القاصرات خاصة في البوادي.
- الهجرة الداخلية من القرى إلى المدن.
- كفاح المرأة الأرملة لتربية أبنائها.
- استغلال المفرط للموارد الطبيعية.
- التسامح وتجاوز جراح الماضي.